# Viaduc de Piedmont
Le viaduc de Piedmont est un viaduc français de la RN 52 qui passe au-dessus de Mont-Saint-Martin, dans le département de Meurthe-et-Moselle.
Il monte vers Longwy et Metz via l'autoroute A30 et descend vers Aubange et Athus, en Belgique, où le prolongement de la route devient l'autoroute belge A28.
Il tire son nom du village voisin de Piedmont.

## Caractéristiques
Il comporte une voie dans le sens Longwy - Belgique et deux dans le sens Belgique - Longwy.

## Matériel
Un radar automatique est installé dans le sens Longwy - frontière belge (vitesse limitée à 80 km/h).

## Difficultés
Aux heures de pointe (sortie des usines et des bureaux belges et luxembourgeois, le sens Belgique/Luxembourg-Longwy qui est en montée (10 %), est toujours sujets à d'importants ralentissements.

## Projets
Pour compléter le réseau autoroutier, le tronçon de la RN 52 (de Crusnes à Athus (la frontière belge), doit être mis aux normes autoroutières, et prolonger l'autoroute A30 avec l'autoroute belge A28 (vers Arlon et la E411) et la connecter à l'autoroute luxembourgeoise A13 (vers Esch-sur-Alzette et Luxembourg-Ville) (devant également être mise aux normes autoroutières entre Bascharage et Rodange).